# Nageia palembanica
Nageia palembanica är en barrträdart som först beskrevs av Friedrich Anton Wilhelm Miquel, och fick sitt nu gällande namn av Carl Ernst Otto Kuntze. Nageia palembanica ingår i släktet Nageia och familjen Podocarpaceae. Inga underarter finns listade i Catalogue of Life.